# Argences en Aubrac
Argences en Aubrac – gmina we Francji, w regionie Oksytania, w departamencie Aveyron. Została utworzona 1 stycznia 2016 roku z połączenia sześciu wcześniejszych gmin: Alpuech, Graissac, Lacalm, Sainte-Geneviève-sur-Argence, La Terrisse oraz Vitrac-en-Viadène. Siedzibą gminy została miejscowość Sainte-Geneviève-sur-Argence. W 2013 roku populacja wyżej wymienionych gmin wynosiła 1705 mieszkańców. 

## Zabytki
Zabytki posiadające status monument historique:
- kościół św. Marcina (fr. Église Saint-Martin) w Alpuech
- kalwaria (fr. calvaire) w osadzie Orlhaguet
- kaplica (fr. chapelle de Mels) w osadzie Mels
- krzyż (fr. croix) w osadzie Orlhaguet